# Epistrofo (figlio di Ifito)
Epistrofo (in greco antico: Ἐπίστροφος?, Epístrofos) è un personaggio della mitologia greca, figlio di Ifito e Ippolita e nipote di Naubolo; era capitano del contingente focese nella guerra di Troia, insieme al fratello Schedio.

## Mitologia
Omero spiega che i due fratelli portarono in guerra quaranta navi, dieci delle quali appartenevano a Schedio e le restanti ad Epistrofo.
Nel corso della guerra, Epistrofo non si distinse nei combattimenti, né tantomeno sembrava deciso a vendicare la morte del fratello, ucciso per mano di Ettore. Secondo alcune leggende, cadde egli stesso per mano di Ettore, contemporaneamente al fratello.
Epistrofo era uno dei pretendenti di Elena.